# Primera Nación Innu Sheshatshiu
La Primera Nación Sheshatshiu Innu es un gobierno de banda de las Primeras Naciones ubicada en la comunidad de Sheshatshiu, provincia de Terranova y Labrador, Canadá. La Primera Nación tenía una población registrada de 1.805 personas en septiembre de 2019. 
Los innu de Labrador aprobaron su estado de indios según el Acta india canadiense en 2002 y el asentamiento "Sheshatshiu 3" se convirtió en reserva federal en 2006.
En octubre de 2019, la Primera Nación Innu Sheshatshiu declaró una crisis de suicidio después de que se informaran 10 intentos de suicidio dentro de la comunidad en cuestión de días.
A partir de 2020, según el Gran Jefe de la Nación Innu,  los asentamientos de Sheshatshiu y Natuashish tienen una población colectiva de alrededor de 3000 habitantes, de los cuales aproximadamente la mitad son jóvenes, de los cuales 167 están bajo el cuidado del Gerente de Servicios para Niños y Jóvenes. En 2017, la Nación Innu declaró que hay 165 niños Labrador Innu en hogares de acogida, 80 de los cuales están ubicados fuera de sus comunidades de origen de Sheshatshiu y Natuashish.  